# ماي الجنة (فلم)
ماي الجنة، فيلم كويتي قصير، كتبه الكاتب الإماراتي محمد حسن أحمد وأخرجه المخرج عبد الله بوشهري وقام ببطولته خالد أمين وهيا عبد السلام، ومدته 23 دقيقة.

## قصة الفيلم
تدور أحداث الفيلم حول البائع المتجول «توفيق» (خالد أمين) والذي يعشق سمكة صفراء في محل لبيع الأسماك، وهناك يتعرف على فتاة عشرينية (هيا عبد السلام) حامل في شهرها الثاني يجمعهما حب السمكة، فيساعدها للتخلص من الجنين ليقضي معها لحظات الإجهاض في سيارة تائهة.